# Vuilnisman

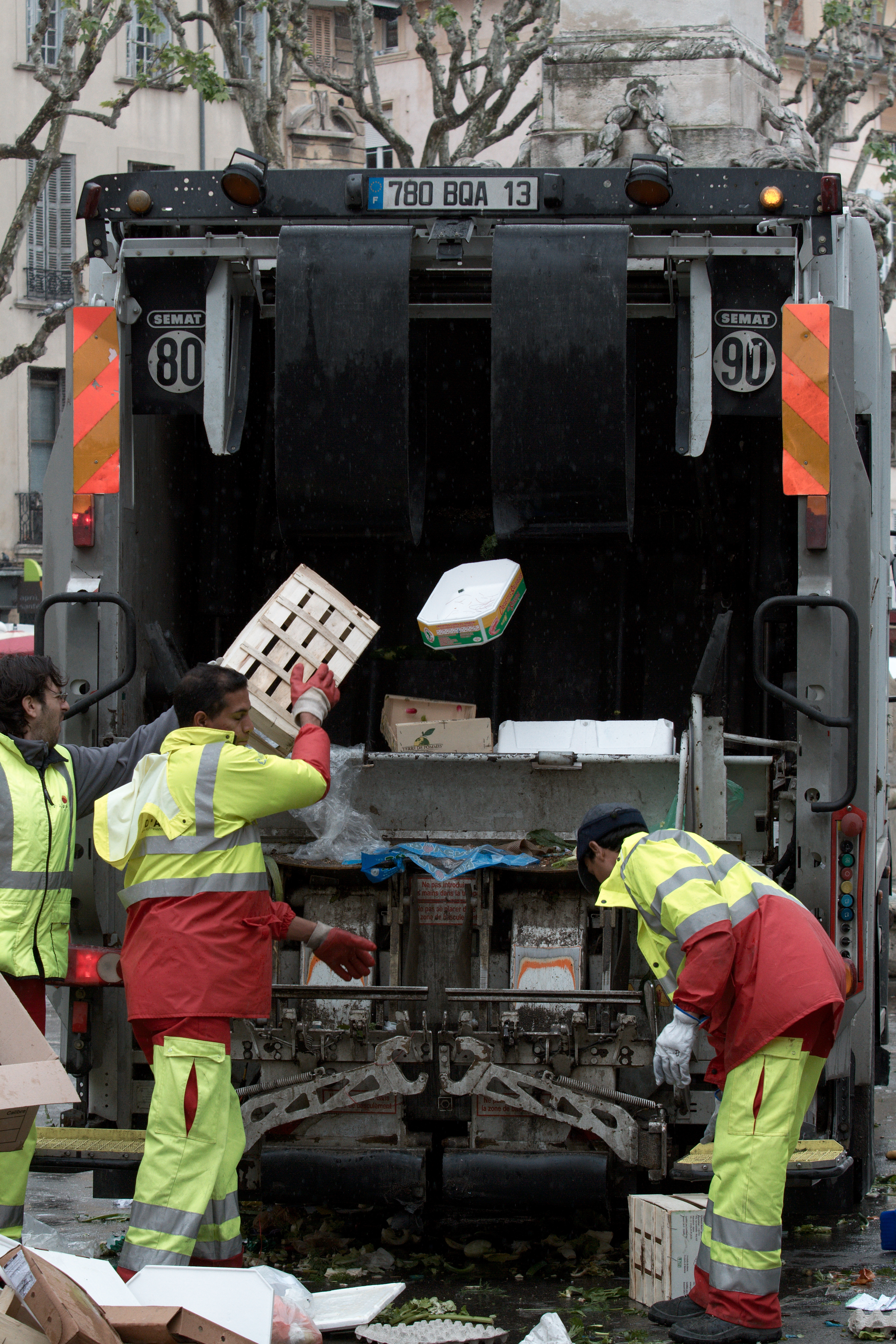
Vuilnismannen in Aix-en-Provence (Frankrijk); 2010.

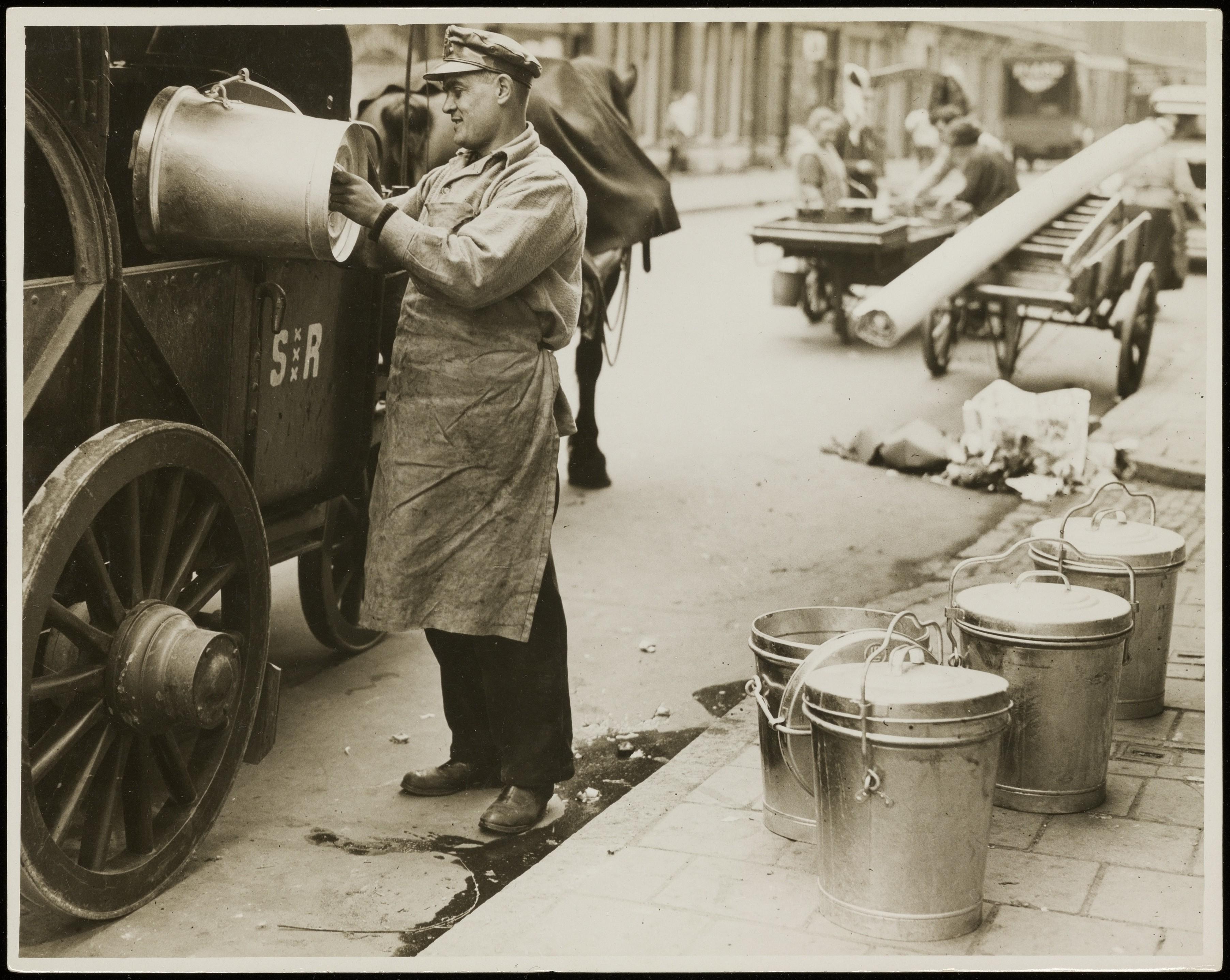
Een vuilnisman in Amsterdam leegt een vuilnisemmer in een vuilniswagen; circa 1930.

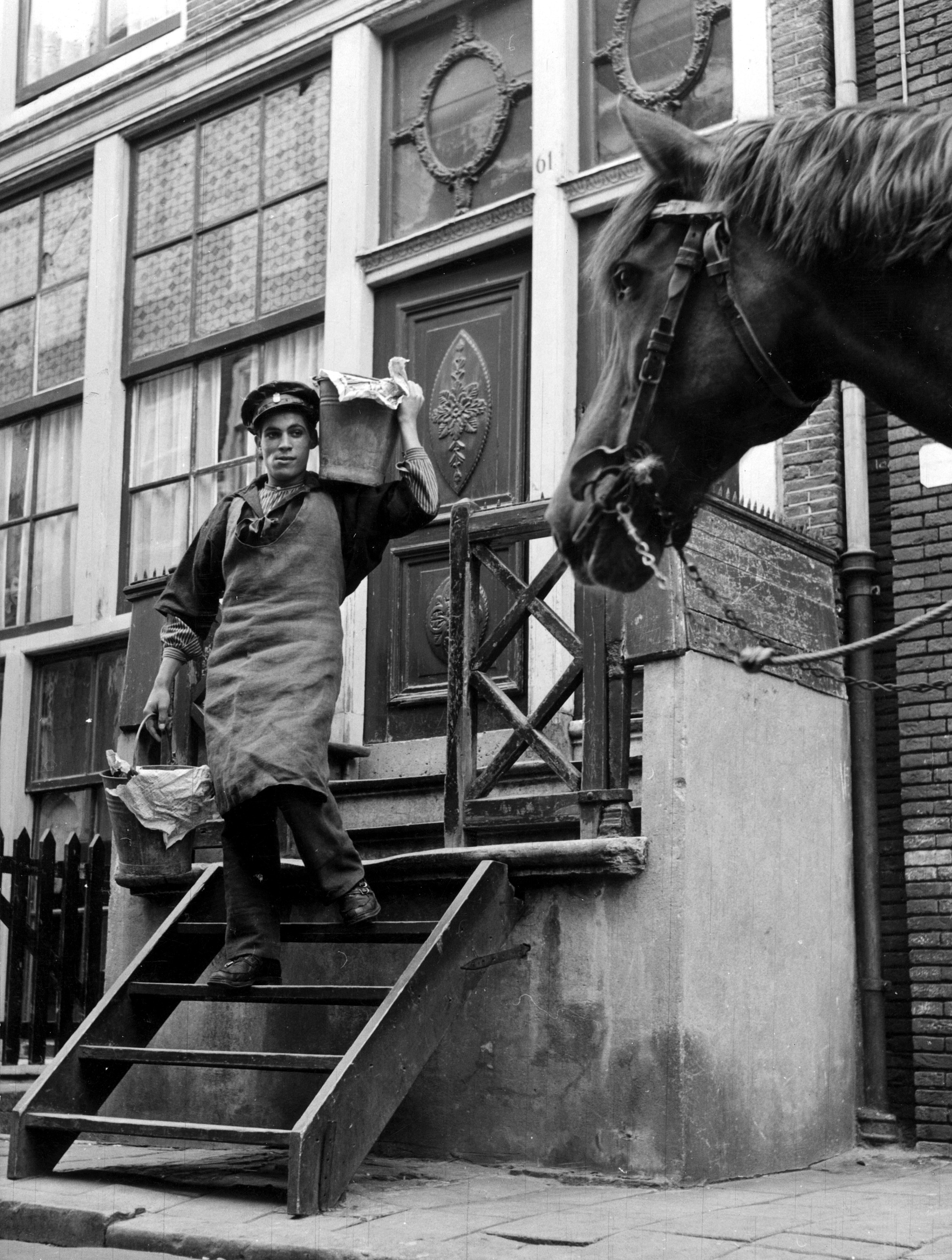
'Stronttonnetjes'-schepper in Amsterdam in 1953.

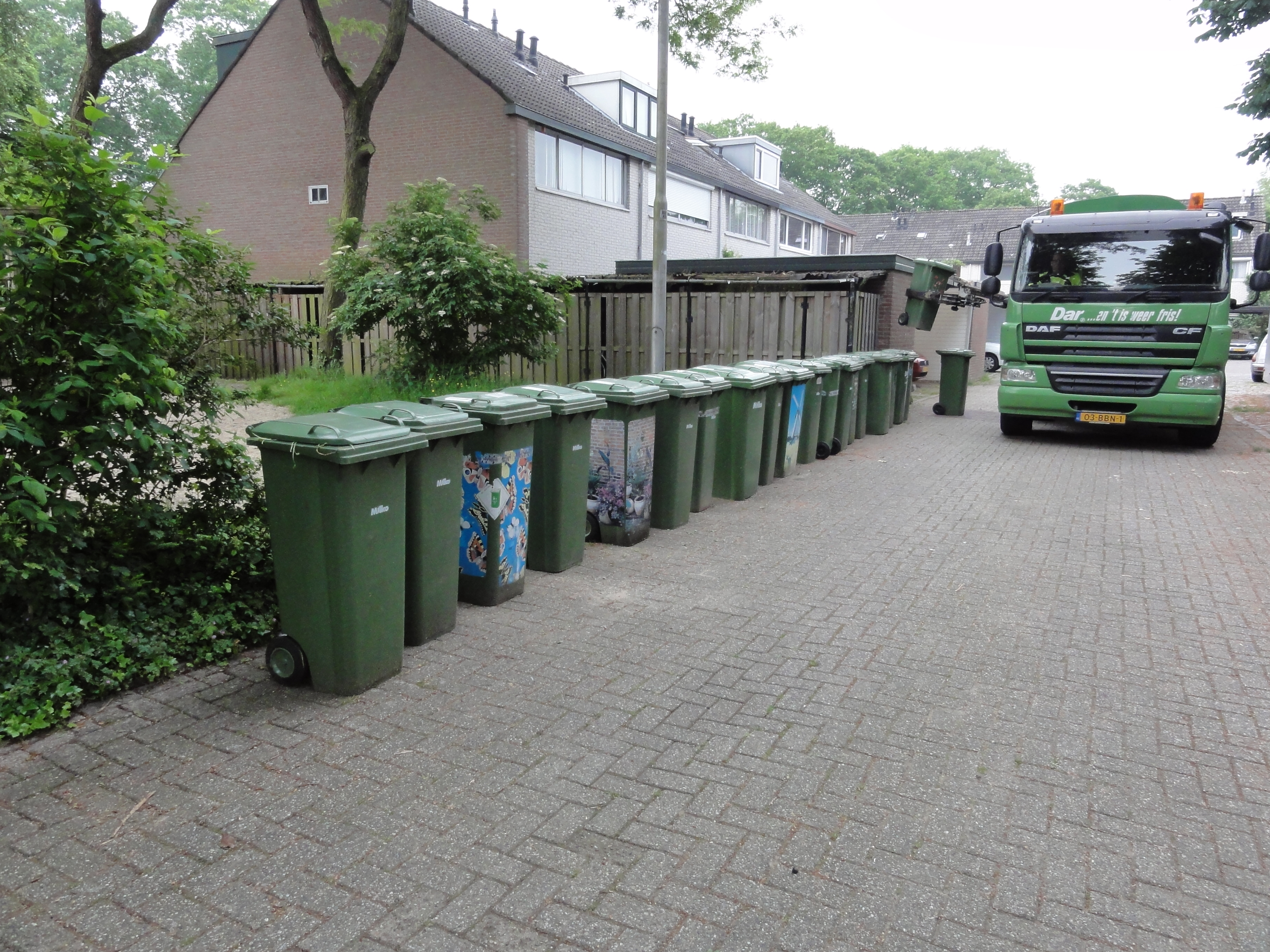
Automatisch legen van vuilcontainers in vrachtwagen in Nijmegen Dukenburg; 2016.

Een vuilnisman of vuilnisvrouw is iemand die afval (in de regel huisvuil) inzamelt dat - al dan niet gescheiden op soort - aan de straat wordt aangeboden. Het inzamelen gebeurt met behulp van een vuilniswagen.

## Geschiedenis
Het beroep van vuilnisman is minstens honderden jaren oud. Volgens de stadsrekening van Antwerpen van 1401 was er al een ambtenaar, genaamd de slykmyder, belast met het schoonhouden van de markten en de bruggen. Vanaf de tweede helft van de 19de eeuw begon het ophalen van huisvuil zich langzaam te professionaliseren, doordat bestuurders zich voor het schoonhouden van hun gemeente verantwoordelijk begonnen te voelen. Sommige gemeenten beschikten eind 19de eeuw al over een gemeentereiniging, zoals Rotterdam (sinds 1876) en Amsterdam, (Stadsreiniging,
sinds 1877). Op andere plaatsen zou dit nog even duren: Aan het begin van de 20ste eeuw hadden sommige plaatsen een particuliere ophaaldienst, of werden de burgers geacht zelf hun eigen vuil naar een stortplaats te brengen.
Rond 1900 was het de taak van de vuilnismannen (de straatvegers en asmannen voor het gemak even inbegrepen) om vuilnisbakken, privaattonnen en as-emmers te legen. Voor het vervoeren van het afval gebruikte men karren, getrokken door paarden. Dit kon een open kar zijn, of - voor het ophalen van as door de asmannen - een gesloten kar. Het ophalen van het vuilnis gebeurde periodiek. Afhankelijk van de gemeente kwam de vuilnisman tot wel zes maal per week aan de deur. Vuilnismannen klopten aan de deur of gebruikten een ratel om hun komst aan te kondigen. Ze ratelden zelf, of lieten dit over aan rateljongens.
Aan het begin van de jaren 1910 waren Den Haag en Amsterdam twee van de eerste steden die de paard-en-wagen-combinaties voor elektrisch aangedreven vuilniswagens begonnen te vervangen. Verschillende andere steden, zoals Zwolle en Hilversum, zouden spoedig volgen. Eind jaren 1930 waren in de meeste Nederlandse steden de oude, door paarden getrokken vuilniswagens vervangen door een gemotoriseerd exemplaar. De gemotoriseerde wagens werden soms nog wel met de ratel aangekondigd. Op andere plaatsen besloot men de ratel te vervangen door een bel. De Nederlandse vuilnisman ontving voor zijn werk in die tijd zo'n 30 gulden per week
Niet alleen het materieel werd begin 20ste eeuw gemoderniseerd. Ook het aanbieden van vuilnis moest gaandeweg aan regels voldoen. De Rotterdamse 'vuilnisbakkenwet' schreef in 1907 voor dat een vuilnisman een aangeboden emmer vuilnis mocht weigeren wanneer er geen deksel op zat. Dit leidde in de havenstad in die periode tot een hausse aan dekseldiefstallen. In Amsterdam dienden burgers anno 1905 op eigen kosten en goede vuilnisbak aan te schaffen. Enkele decennia later zou de gemeente Amsterdam een uniforme vuilnisemmer met deksel verstrekken aan haar inwoners. Het vuil dat door de vuilnismannen verzameld werd, werd aanvankelijk gesorteerd en - voor zover niet meer bruikbaar - opgeslagen. In 1912 kreeg Rotterdam de Nederlandse primeur van een eigen vuilverbrandingssysteem. In de vuilverbrandingssystemen die vervolgens her en der werden gebouwd, werd stroom opgewekt uit de vrijkomende hitte, en de slak die de verbranding opleverde, werd verwerkt tot materiaal voor de bouw en voor het aanleggen van wegen.
Vanaf halverwege de 20ste eeuw deed de zogeheten kraakpersauto zijn intrede. Dit type vuilniswagen vermaalt het aangeboden vuilnis direct tot kleinere delen, wat het later in het vuilverwerkingsproces makkelijker te verwerken maakt. Rotterdam schafte zijn eerste kraakpersauto aan in 1956. De kraakpersauto en later ook de trommelwagen komen goed van pas wanneer eind jaren 1960 de vuilniszak wordt geïntroduceerd. Het legen van de metalen emmers was zwaar werk, en er werd een oplossing gezocht om de vuilnismannen te ontlasten en de vuilophaaldienst efficiënter te maken. In Puttershoek experimenteerde men in 1965 met papieren vuilniszakken en Amsterdam had twee jaar later de primeur in de vorm van een plastic huisvuilzak. In Rotterdam was men aanvankelijk wat sceptischer over de vuilniszak, aangezien men dacht dat een grote container op termijn succesvoller zou zijn, maar ook daar ging men overstag: in 1971 maakte de Roteb het gebruik van de vuilniszak in Rotterdam verplicht. Het aan de straat zetten van een vuilniszak in plaats van een vuilnisemmer werd al gauw een gebruik in heel Nederland. Over het algemeen was men positief over de vuilniszak. Protesten tegen de zak waren er overigens wel, onder andere door milieuactivisten, die de metalen vuilnisemmer bleven prefereren boven de vervuilende plastic zak. Daarnaast bleef er bij het laden van zakken nog steeds veel 'tilwerk' over, en liepen de vuilnismannen het risico dat de zak zou scheuren.
Eind jaren 70 kreeg de vuilniszak concurrentie van de minicontainer; min of meer een terugkeer naar de vuilnisemmer, maar dan van plastic, op wieltjes en met ruimte voor 120 of 240 liter afval. Afgekeken van de oosterburen in West-Duitsland, begonnen enkele Nederlandse gemeenten (Apeldoorn, Voorburg, Harlingen, Sneek en Maarheeze) in 1978 met het experimenteren met de nieuwe vinding.
Deze verandering vereiste opnieuw een nieuw type vuilniswagen. Anno 2020 is steeds vaker een laadsysteem in gebruik dat de containers leegt met behulp van een geautomatiseerde grijparm. Een wagenbestuurder/systeembediener kan zo het werk alleen af.